# Taxiphone (boutique)
Pour les articles homonymes, voir Téléboutique et Taxiphone.

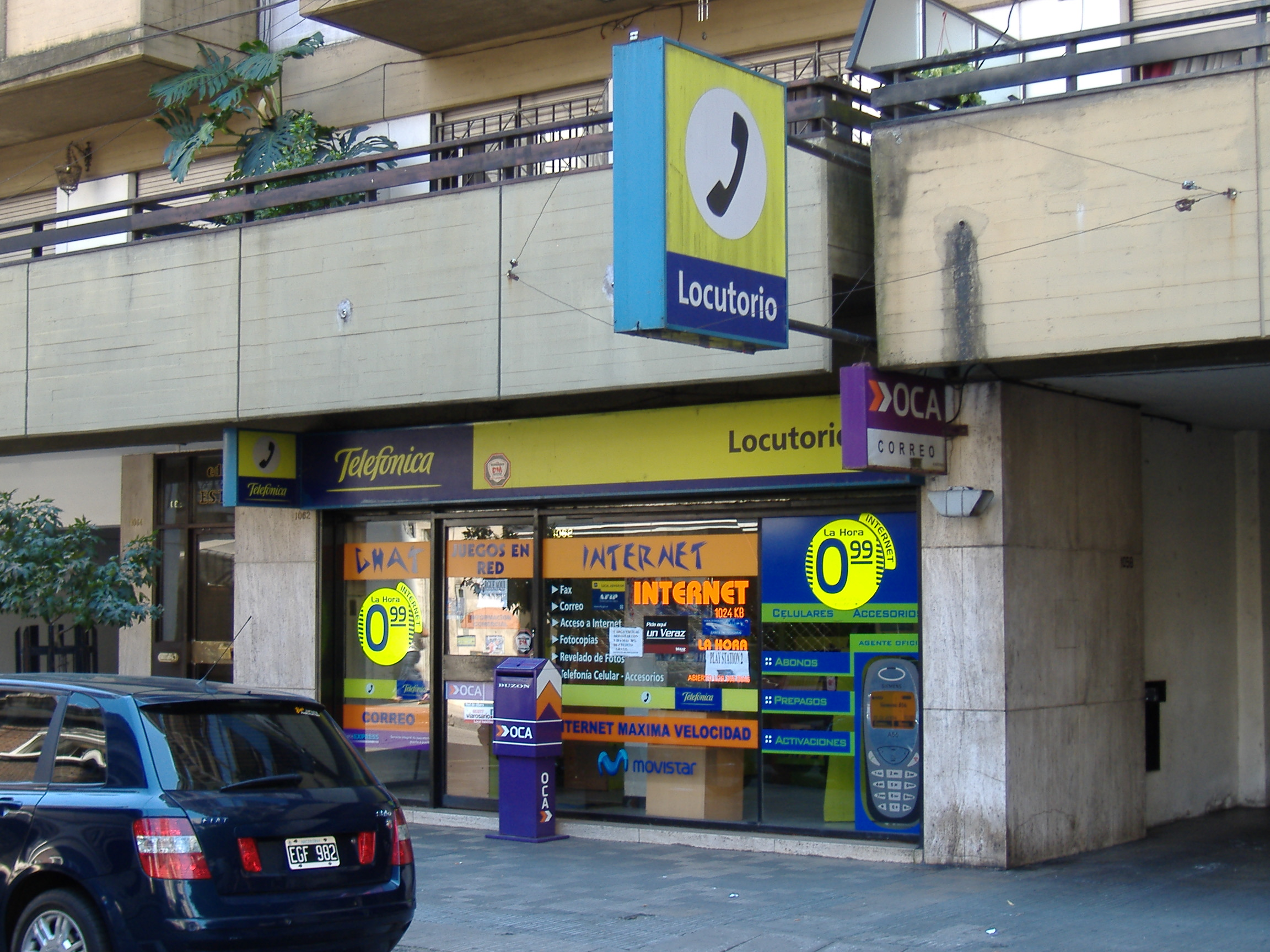
Magasin Taxiphone à Rosario (Argentine).

Une téléboutique ou un taxiphone est un type de magasin comprenant des points d'accès téléphoniques (autrement dit des téléphones publics), qui permettent de téléphoner à des tarifs compétitifs, en utilisant par exemple la voix sur réseau IP.
De nombreuses téléboutiques se diversifient et proposent des activités de vente de cartes téléphoniques, surf sur Internet (s'apparentant alors à un cybercafé), réception et envoi de fax, photocopies, etc.
Les tarifs des taxiphones sont particulièrement compétitifs en matière d’appels internationaux, si bien qu'ils sont particulièrement utiles aux immigrés et aux expatriés pour communiquer avec leurs proches restés dans leur pays d'origine.
Précédemment, le terme de « taxiphone » servait à désigner les téléphones publics à pièces installés en France dans les cafés et les restaurants entre 1924 et 1970.

## Culture
La chanson Taxiphone de Gaël Faye fait référence à l'usage de ces boutiques qui permettaient de passer des appels à l'étranger depuis la France.